# Professional Adventure Writing System
PAWS o Professional Adventure Writing System (también denominado PAW, acrónimo de Professional Adventure Writer) es un programa para Sinclair ZX Spectrum que permite la creación de juegos del tipo aventura conversacional.
Fue creado por Tim Gilberts y Graeme Yeandle, basado en un sistema de creación de aventuras conversacionales anterior llamado The Quill. PAW fue publicado por Gilsoft en 1986. En 1989 Aventuras AD publicó una versión traducida y adaptada al español.